# Vilalba dels Arcs
Vilalba dels Arcs est une commune de la province de Tarragone, en Catalogne, en Espagne, de la comarque de Terra Alta.